# Шипиловская (станция метро)
«Шипи́ловская» — станция южного радиуса Люблинско-Дмитровской линии Московского метрополитена; расположена между станциями «Борисово» и «Зябликово». Находится на территории района Зябликово Южного административного округа города Москвы, почти в центре района.
Открытие состоялось 2 декабря 2011 года в составе пускового участка «Марьино» — «Зябликово».

## Название
Станция названа по Шипиловской улице, которая, в свою очередь, в 1966 году названа по деревне Шипилово, находившейся приблизительно в двух километрах от этого места (сама станция находится гораздо ближе к бывшему село Борисово). Данная деревня упоминается в источниках с XVI века. Её название связано с некалендарным личным именем Шипил (Шипило). Проектное название этой станции — «Борисово».

## История
В 1993—1996 годах на восточной стороне улицы Мусы Джалиля напротив дома 23/56 был вырыт котлован длиной в примерно 100 м. До 1998 года на огороженной площадке велись подготовительные работы, ставились опоры. Станцию планировалось открыть к 2000 году, но из-за недостатка финансирования строительство было полностью остановлено в сентябре 1998 года. За 1999—2000 годы с участка вывезли аппаратуру, в 2004 году со дна котлована был поднят и отремонтирован проходческий щит, отданный для строительства Ташкентского метрополитена. Этот щит на тот момент завершил проходку тоннеля от «Зябликово», второй тоннель был пройден частично, приблизительно на 40 метров. Проходческий щит, находившийся там, за годы консервации стройки проржавел, однако в 2008—2009 годы был приведён в рабочее состояние и закончил проходку своего участка тоннелей.
За время консервации строительства из-за отсутствия правильных опор (они практически не были вообще заложены) котлован затопился водой. К 2005 году в нём образовались плывуны и он уже частично зарос тиной, поэтому возобновлять работы по его расконсервированию не имело смысла. Котлован был зарыт осенью 2008 года. Тогда же возобновились работы по раскрытию нового котлована практически на том же месте. За 2009—2010 годы строительство набрало темп и шло полным ходом. 3 июля 2010 в связи со строительством северного вестибюля станции была перегорожена Шипиловская улица. В конце августа 2011 года улицу заасфальтировали, в ноябре 2011 года движение по ней восстановили.
Станция была открыта в первой половине дня 2 декабря 2011 года в составе участка «Марьино» — «Зябликово». Открытие  для пассажиров южного вестибюля состоялось 15 декабря 2011 года. Задержка открытия была связана с необходимостью обкатки эскалаторов.

## Архитектура и оформление
Станция односводчатая, с платформой островного типа. Проект разработан в 2008 году архитекторами проектного института «Метрогипротранс» под руководством Н. И. Шумакова в единой архитектурной и конструктивной концепции с соседними станциями «Зябликово» и «Борисово». Главной особенностью архитектурно-художественного решения «Шипиловской» стало членение сводчатого покрытия треугольными кессонами. В конструкции свода предусмотрены служебные галереи, соединяющие подземные вестибюли станции.

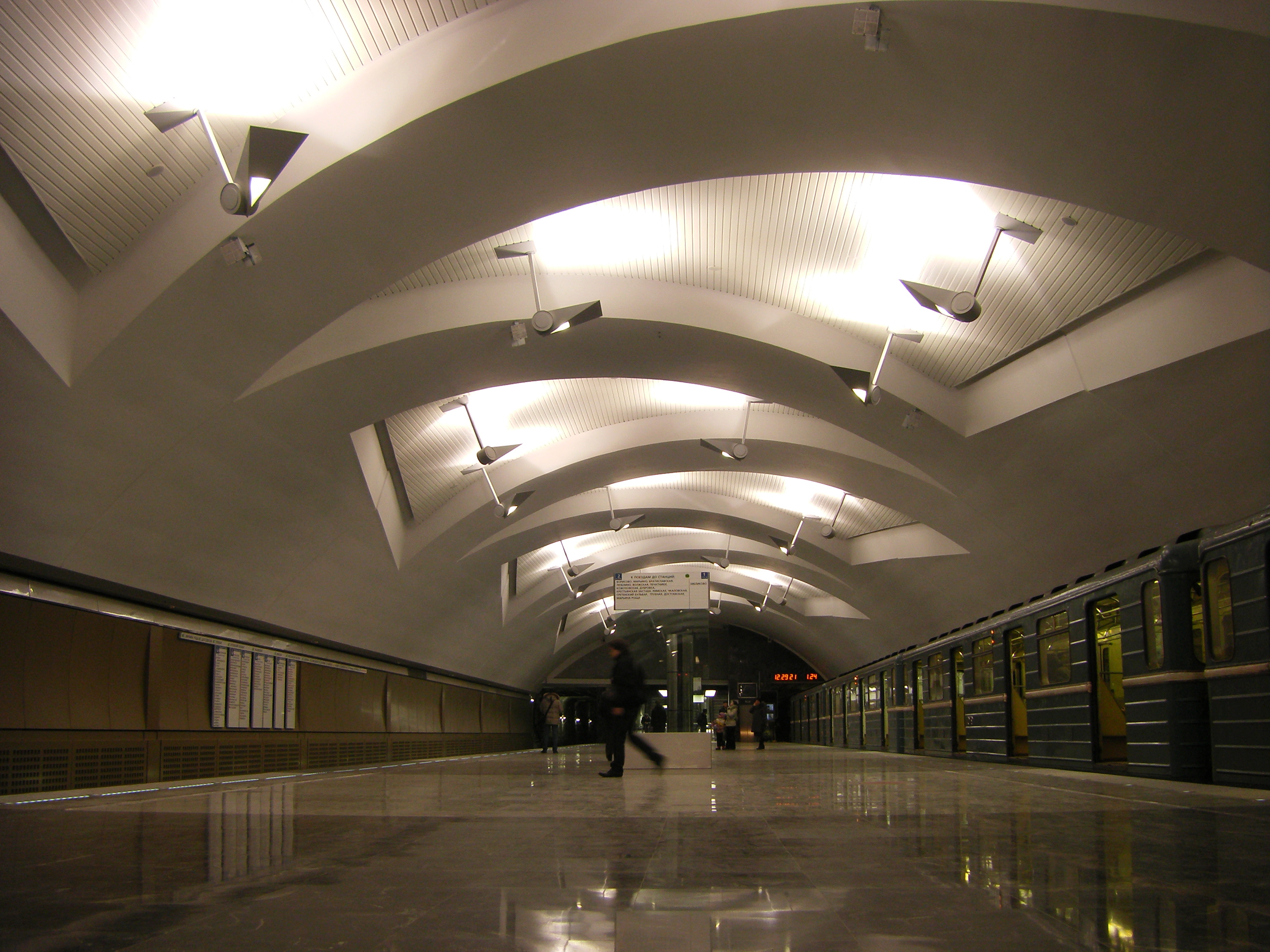
Станция в день открытия.
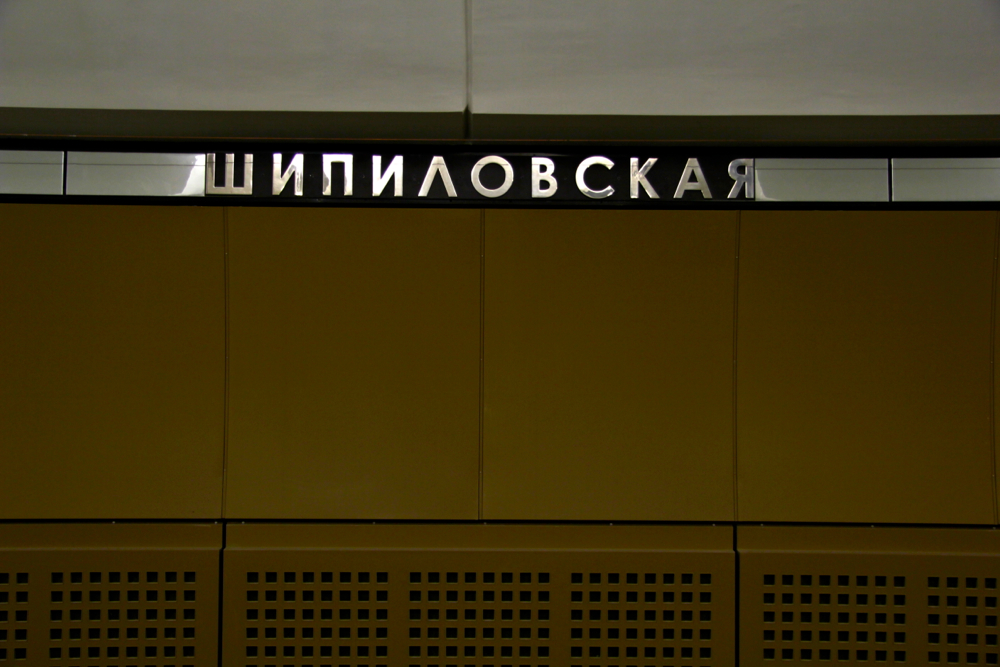
Название станции на путевой стене.
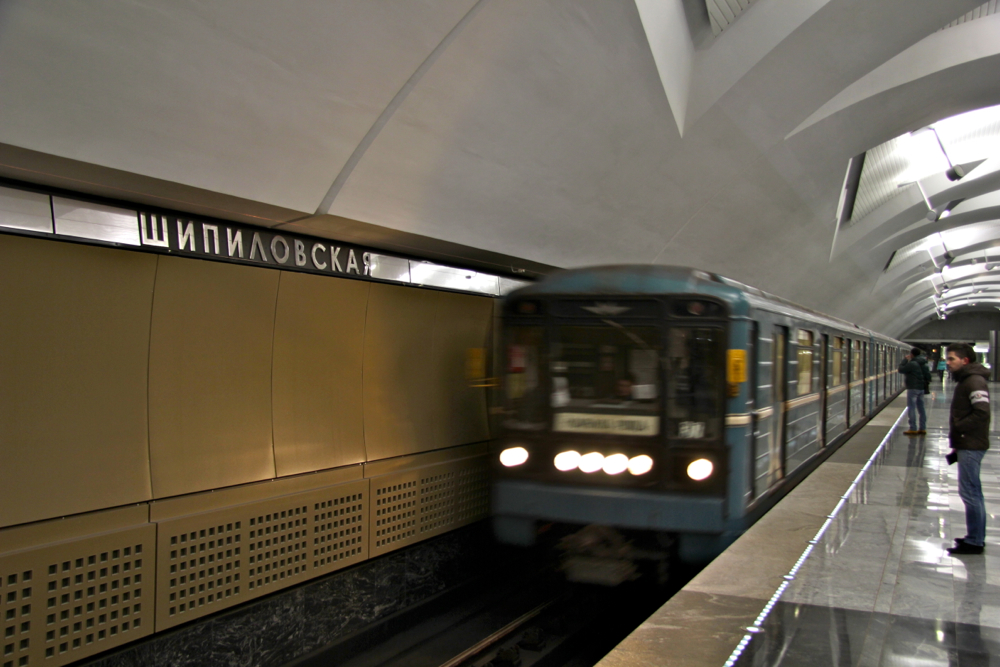
Прибытие поезда на станцию. Январь 2012 года.

## Выходы и вестибюли
Станция находится в центре района Зябликово на пересечении Шипиловской улицы и улицы Мусы Джалиля. Два подземных вестибюля совмещены с подземными подуличными переходами. На одном конце в южном вестибюле имеются эскалаторы, на другом конце в северном вестибюле — общая лестница. Из южного вестибюля имеются 2 выхода на обе стороны улицы Мусы Джалиля. Из северного вестибюля — 3 выхода через подземные переходы на обе стороны Шипиловской улицы. Южный вестибюль оборудован лифтами для выхода маломобильных групп населения. Открытие южного вестибюля состоялось 15 декабря 2011 года.

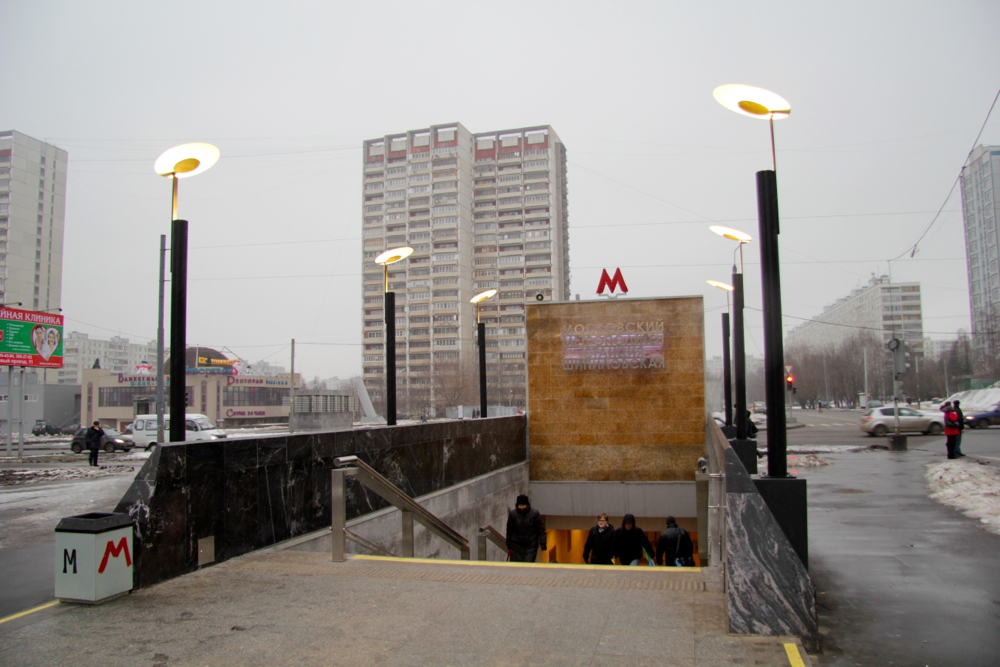
Северный вестибюль станции. Январь 2012 года.
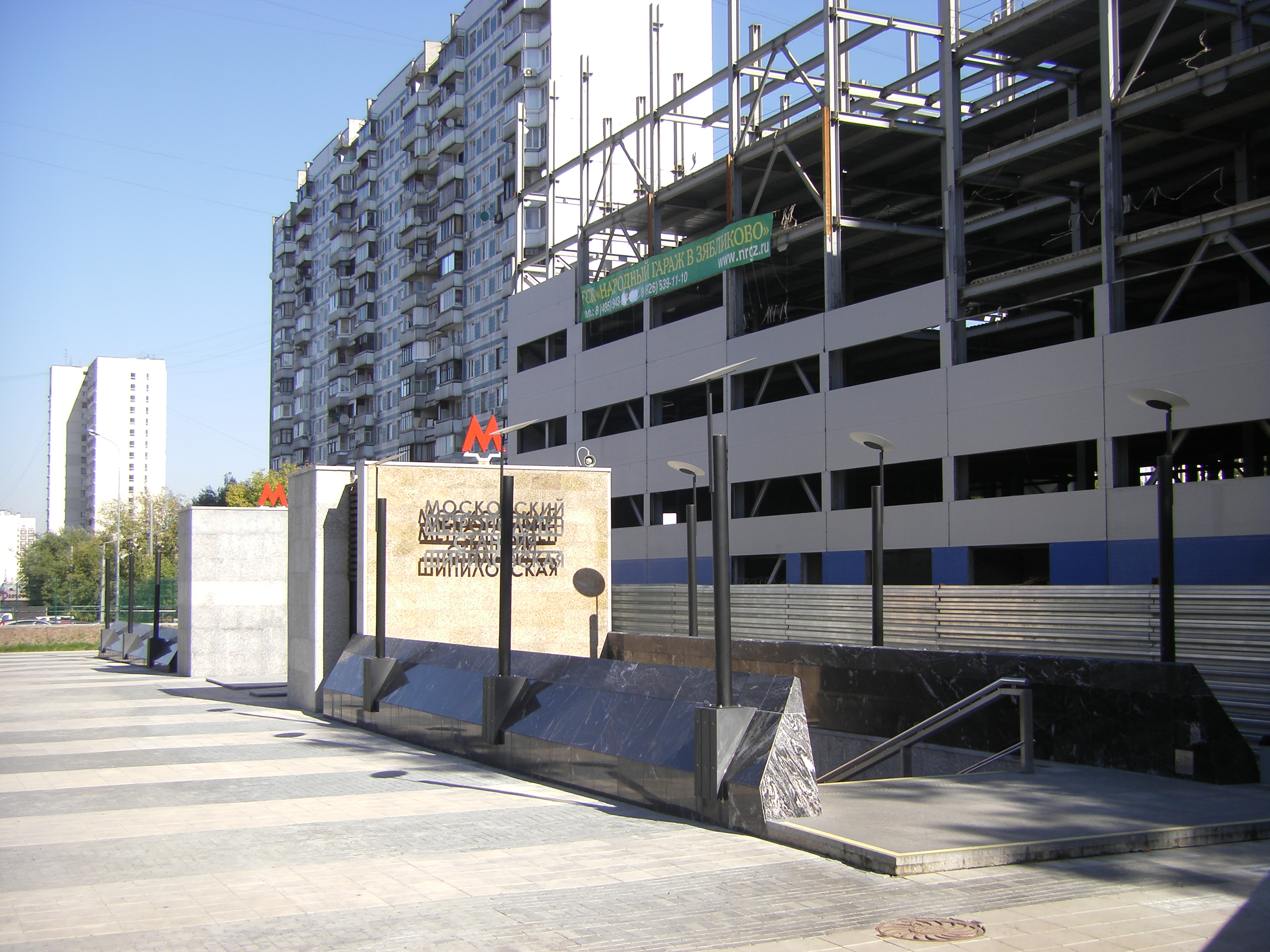
Южный вестибюль станции, юго-восточный выход. Сентябрь 2012 года.

## Строительство
Односводчатый станционный зал с прямой островной платформой выстроен из монолитного железобетона. Генеральный подрядчик строительства — ОАО «Трансинжстрой»; монолитные работы выполнены СМУ-3 «Мосметростроя». Путевые стены и лотки станции бетонировались в крупнощитовой опалубке из алюминиевых балок МЕГАФОРМ АЛ.
Особенную трудность представляло бетонирование свода с глубокими треугольными световыми нишами-кессонами. Специально для этого проекта российской компанией «СТАЛФОРМ Инжиниринг» был разработан и изготовлен передвижной механизированный опалубочный комплекс. Он состоял из поддерживающей конструкции, оснащённой механизмами подъёма и перемещения, опалубки свода и опалубки кессона. Изготовленный из ламинированной фанеры формообразователь кессона закреплялся сверху на опалубке свода. Вся конструкция работала в едином цикле: свод с кессоном распалубливались (освобождались от опалубки) одновременно, затем комплекс передвигался на следующий участок (захватку).
Из-за большой площади световых ниш было усилено армирование свода. Всего в конструкцию свода на «Шипиловской» было уложено более 5 тыс. кубометров бетона и примерно 750 тонн арматуры.

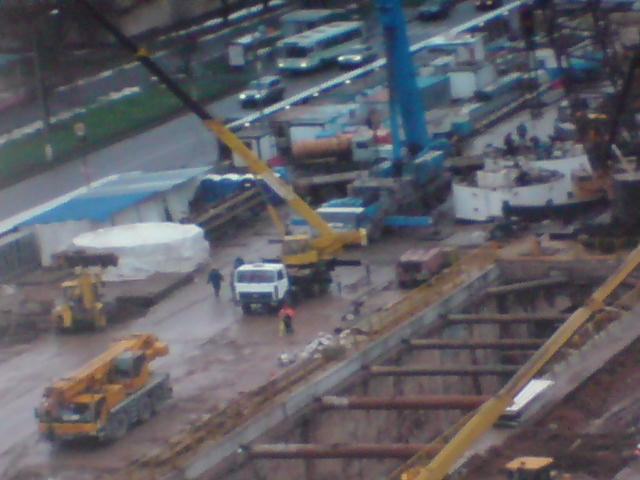
Строительство станции. 2009 год.
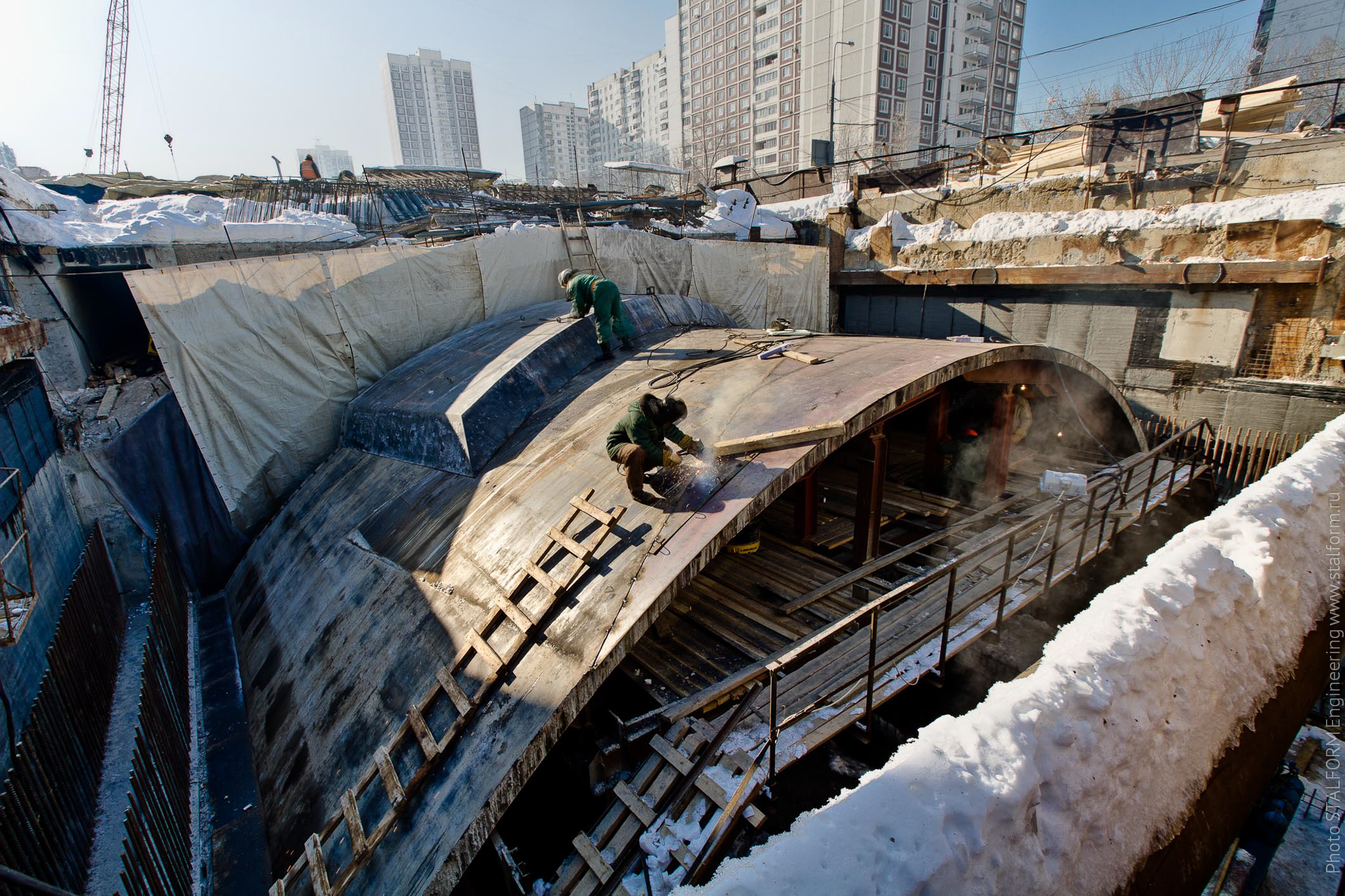
Монтаж механизированной опалубки свода.
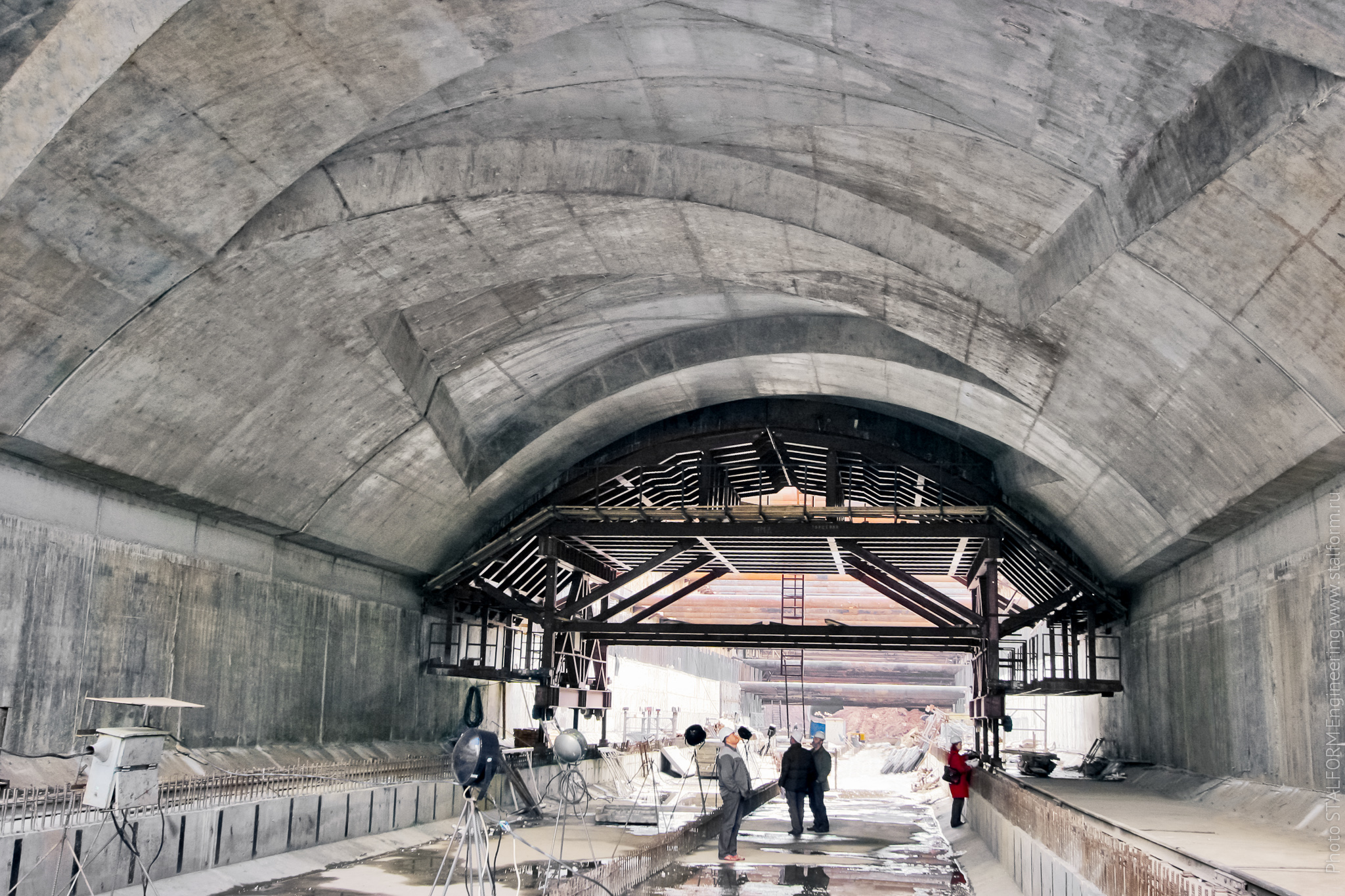
Бетонирование свода с нишами для светильников в механизированной опалубке.
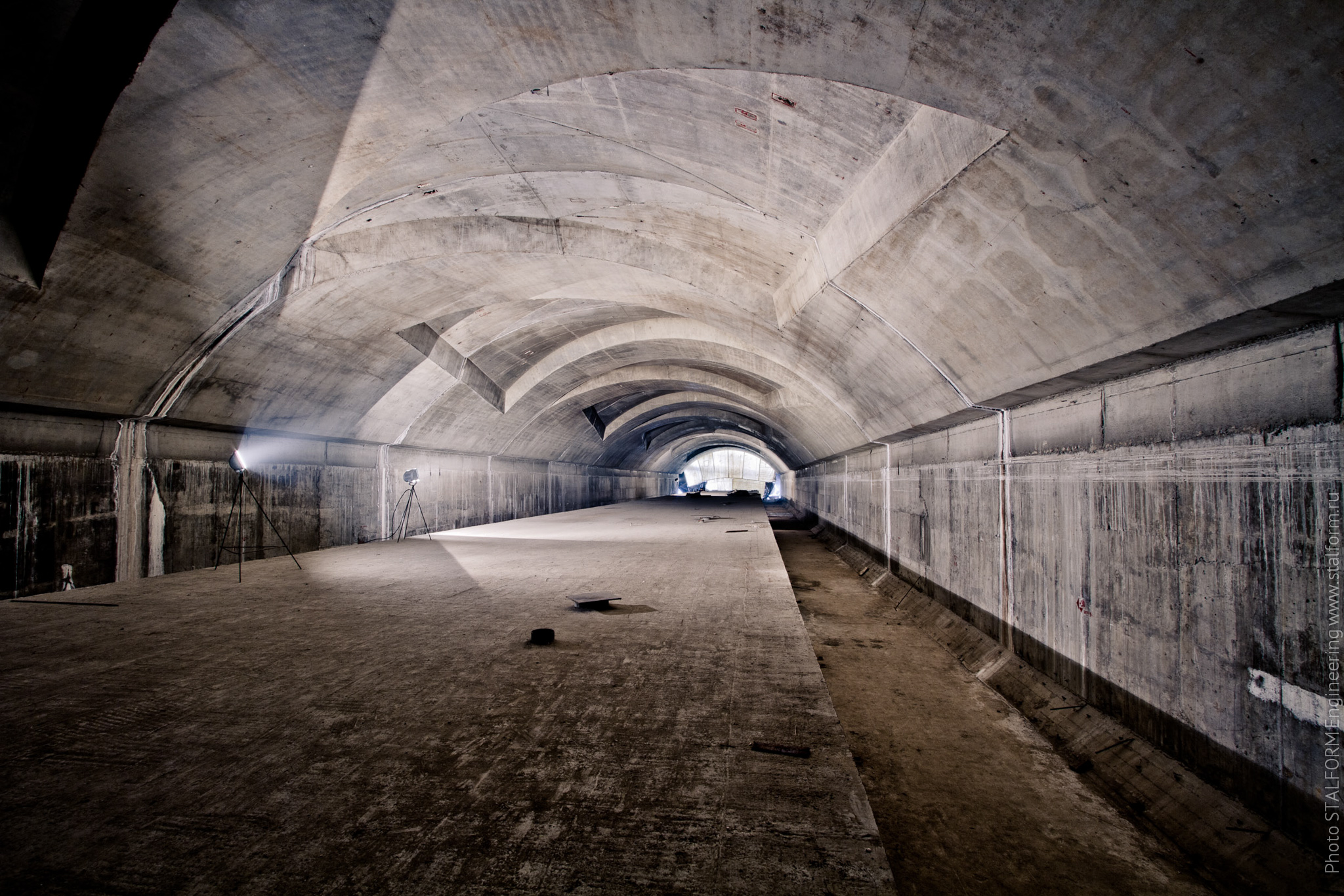
Станция «Шипиловская» в монолитном бетоне без отделки.

## Станция в цифрах
- Таблица времени прохождения первого поезда через станцию[13]:

| По чётным числам              | Будние дни | Выходные дни |
| По нечётным числам            | Будние дни | Выходные дни |
| В сторону станции «Борисово»  | 05:51:00   | 05:51:00     |
| В сторону станции «Борисово»  | 05:42:00   | 05:42:00     |
| В сторону станции «Зябликово» | 06:02:00   | 06:05:00     |
| В сторону станции «Зябликово» | 05:54:00   | 05:54:00     |

## Наземный общественный транспорт
На этой станции можно пересесть на следующие маршруты городского пассажирского транспорта:
- Автобусы: м77, м82, м86, с819, 887, н5